# Carl Adolph Gottlob von Schachmann

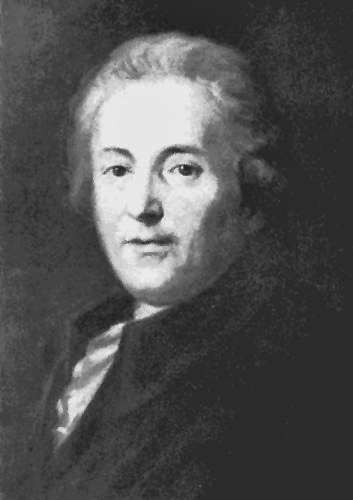
Carl Adolph Gottlob von Schachmann. Gemälde (1786) von Anton Graff

Carl Adolph Gottlob von Schachmann (* 28. November 1725 in Hermsdorf bei Görlitz  (jetzt Jerzmanki in der Landgemeinde Zgorzelec); † 28. Januar 1789 in Herrnhut) war ein deutscher Gutsbesitzer, Naturforscher, Maler und Numismatiker. Er entstammte dem Adelsgeschlecht Schachmann.

## Leben
Carl Adolph Gottlob von Schachmann war der Sohn des Rittergutsbesitzers und Königlich Großbritannischen Dragoner-Hauptmanns (später Major bei der Garde du Corps zu Warschau) Ernst Moritz von Schachmann und seiner Ehefrau Sophia Magdalena geborene Freiin von Nostitz. Über seinen Urgroßvater Jakob Schachmann, der Joachim Frenzels Tochter Anna geheiratet hatte, war Carl Adolph Gottlob von Schachmann ein Urururenkel des Großhändlers Hans Frenzel. Von seinem 13. Lebensjahr an wurde er in Berlin unter Aufsicht des Grafen von Zinzendorf von Heinrich Cossart, einem Mitglied der Herrnhuter Brüdergemeine gebildet und unterrichtet. Unter seiner Aufsicht und Leitung bereiste er Deutschland, Holland, Frankreich, England, Dänemark und Schweden. Von 1744 bis 1746 absolvierte er Studien an den Universitäten Leipzig, Erfurt und Tübingen. Er sprach mehrere Sprachen akzentfrei.

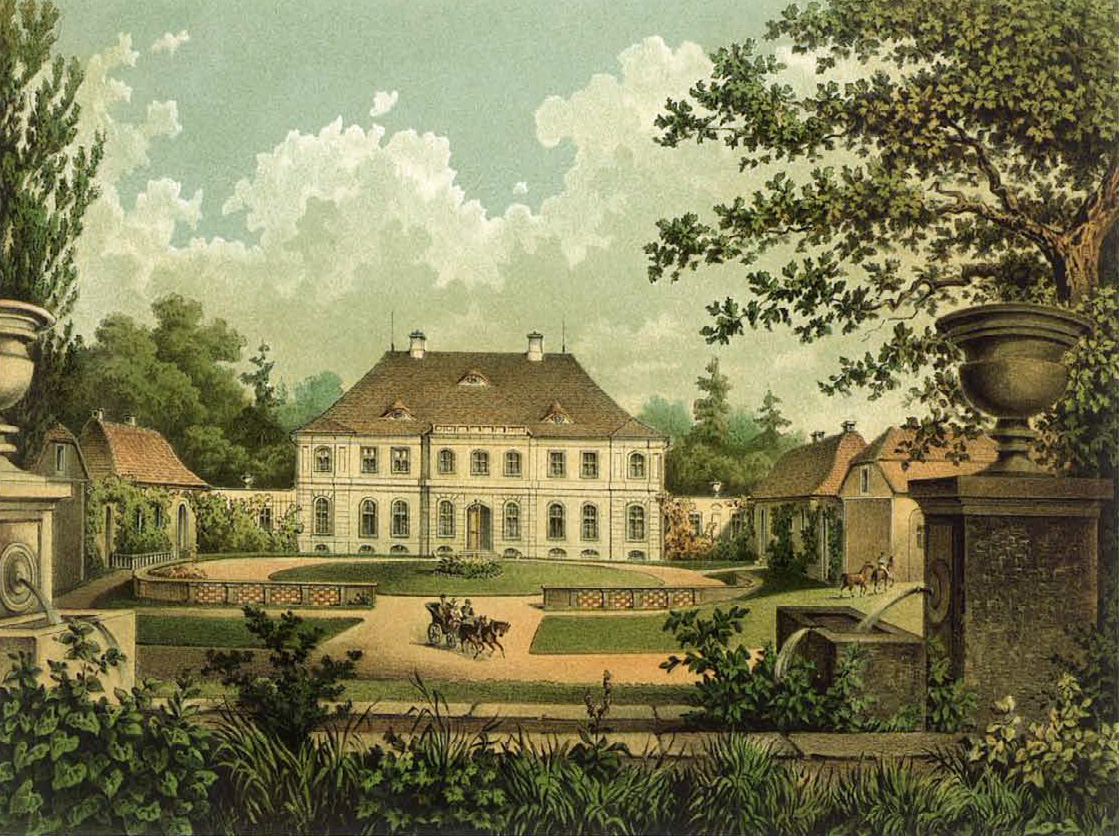
Das von ihm erbaute Schloss Königshain

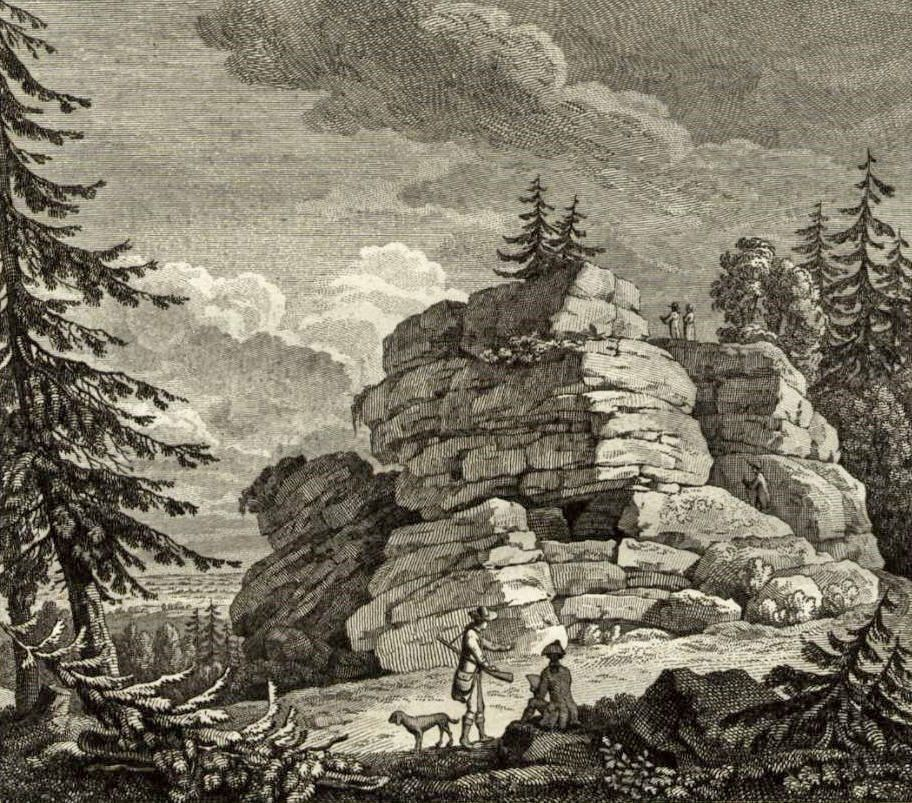
Der Totenstein in den Königshainer Bergen. Kupferstich von C. A. G. von Schachmann

Im Jahr 1747 übernahm er die Leitung der Familiengüter Ober Linda und Hermsdorf und 1752 nach dem Tod seines Vaters auch die des Rittergutes Königshain. In Königshain ließ er von 1764 bis 1766  nach eigenen Plänen ein Barockschloss erbauen. Er war bei seinen Untertanen sehr beliebt. Bereits zehn Jahre vor der Französischen Revolution hob er aus innerer Überzeugung die Erbuntertänigkeit und die damit verbundenen Frondienste seiner Bauern auf.
Er war naturwissenschaftlich sehr interessiert. 1780 verfasste er eine Abhandlung über die Königshainer Berge, und 1783 baute er die erste Blitzschutzanlage der Lausitz. Er war Mitbegründer der Oberlausitzischen Gesellschaft der Wissenschaften, die als eine der ersten adlige und bürgerliche Forscher vereinte. Er betätigte sich auch als Maler, seine Veröffentlichungen versah er mit eigenen Graphiken.
Von Schachmann war Kunstsammler und besaß auch eine umfangreiche Münzsammlung, über die er einen Katalog verfasste, der 1774 in Leipzig erschien, und die er den Herzoglichen Sammlungen zu Gotha vermachte. Ein Teil der Bestände seiner Bibliothek sind erhalten und werden heute in der Oberlausitzischen Bibliothek der Wissenschaften Görlitz aufbewahrt. Ebenfalls erhalten sind Teile seiner Grafiksammlung, die sich heute im Graphischen Kabinett des Kulturhistorischen Museums Görlitz befinden. Sie umfassen vor allem Druckgrafiken von niederländischen und französischen Meistern des 17. und 18. Jahrhunderts.
Carl Adolph Gottlob von Schachmann war zweimal verheiratet. Seine erste Ehefrau war Rosina Salome von Sassau, die 1751 nach dreijähriger Ehe starb. 1763 heiratete er Antoinette Sophia Emilia von Damnitz. Beide Ehen blieben kinderlos. Ab 1785, im Alter von 60 Jahren, zog er sich nach Herrnhut zurück und verbrachte dort mit seiner zweiten Frau seinen Lebensabend.  Nach seinem und dem Tod seiner Frau fiel das Erbe gemäß Testament an seinen Neffen Carl Heinrich Ludwig von Heynitz.

## Schriften
Gemäß Johann Georg Meusel veröffentlichte von Schachmann:
- Catalogue raisonne d'une collection de Medailles. Leipzig 1774
- Beobachtungen über das Gebirge bey Königshayn in der Oberlausitz. Dresden 1780, uni-goettingen.de
- Nachricht von einem am 23. Aug. 1782 zu Königshayn bey Görlitz erfolgten Wetterschlage. In: Oberlausitzer Provinzblätter 1782
- Apologie des Grafen von Zinzendorf gegen Ceremonies et coutumes relig. de tous les peuples du monde. Amsterdam 1783.